# Kreuma
Kreuma  ist ein Ortsteil der Gemeinde Rackwitz im Landkreis Nordsachsen des Freistaates Sachsen. Der Ort wurde am 1. Mai 1974 nach Zschortau eingemeindet und gehört mit diesem seit dem 1. März 2004 zu Rackwitz.

## Geographische Lage
Kreuma liegt im nördlichen Gemeindegebiet östlich von Zschortau am Kreumaer Bach, einem Zufluss des Lobers.

## Geschichte

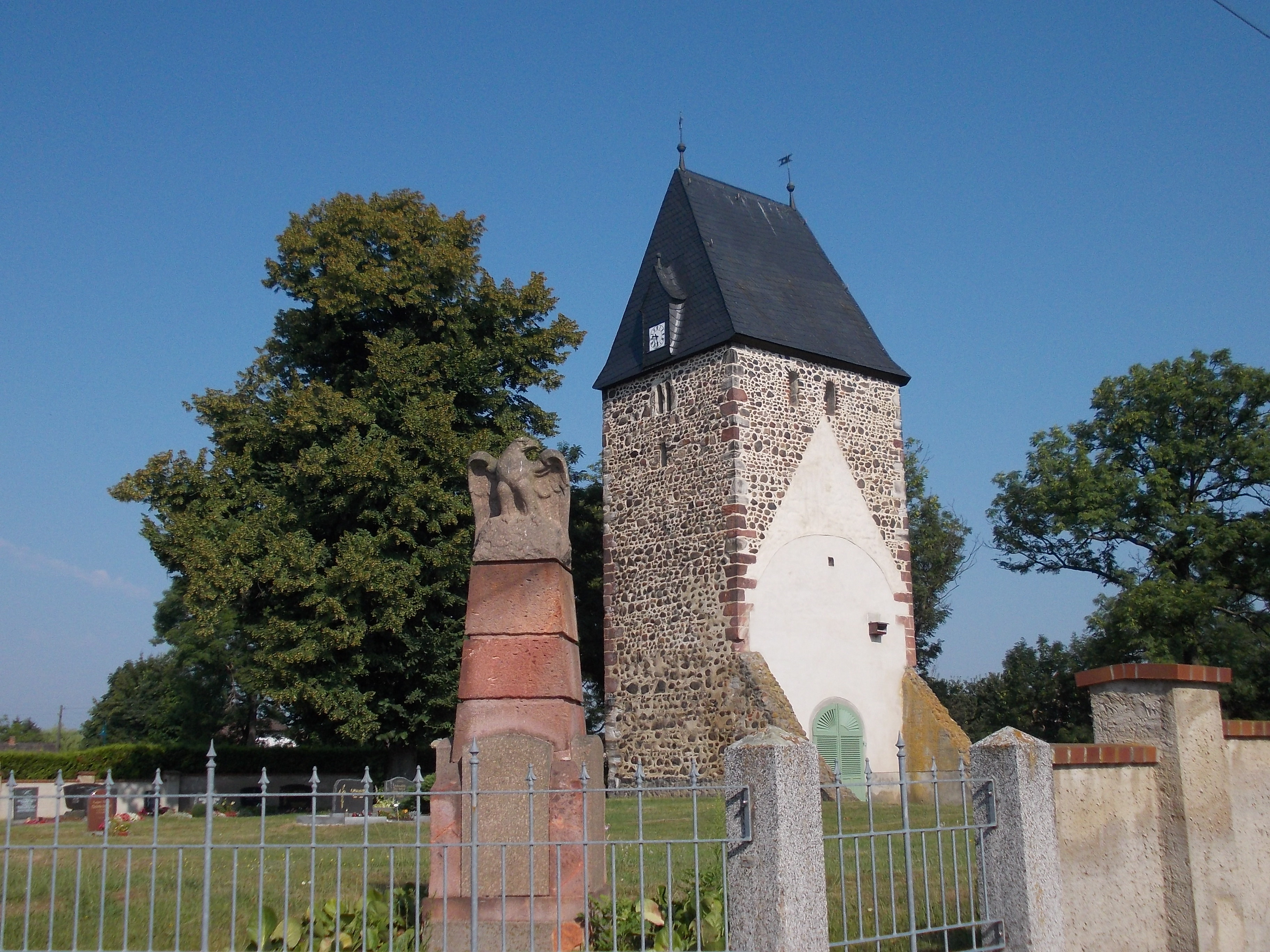
Kirchenruine Kreuma

Kreuma gehörte bis 1815 zum kursächsischen Amt Delitzsch. Durch die Beschlüsse des Wiener Kongresses kam der Ort zu Preußen und wurde 1816 dem Kreis Delitzsch im Regierungsbezirk Merseburg der Provinz Sachsen zugeteilt, zu dem er bis 1952 gehörte. Im Zuge der Kreisreform in der DDR 1952 wurde Kreuma dem neu zugeschnittenen Kreis Delitzsch im Bezirk Leipzig zugeteilt, welcher 1994 im Landkreis Delitzsch aufging. 
Am 1. Mai 1974 erfolgte die Eingemeindung nach Zschortau. Durch die am 1. März 2004 erfolgten Eingemeindung der Gemeinde Zschortau in die Gemeinde Rackwitz ist Kreuma seitdem ein Ortsteil von Rackwitz.

## Verkehr
Kreuma liegt zwischen der B 184 im Westen und der B 2 im Osten. Der nächstgelegene Bahnhof befindet sich in Zschortau.